# فوزی موستاری
فوزی موستاری نویسندهٔ اهل بوسنی از قرن هجدهم میلادی است. شیخ محمدی فوزی درگذشتهٔ ۱۱۶۰ هجری قمری از مردم موستار، در بوسنی بوده و کتاب بلبلستان را به تقلید گلستان نوشته است.
نام کامل وی شیخ محمد فوزی موستاری و از اهالی شهر بلاگای در نزدیکی موستار در بوسنی و هرزگوین بود. ولادت وی را بین سال‌های ۱۶۷۰ تا ۱۶۷۷ میلادی نوشته‌اند. فوزی موستاری زبان فارسی را در استانبول فراگرفت و پس از بازگشت به وطن خود به تدریس مثنوی پرداخت. وی بلبلستان را پس از مطالعه بهارستان جامی و به قصد تکمیل کار سعدی و شیخ شجاع و جامی در ۶ جلد نگاشت. فوزی در یکی از جنگ‌های بوسنی و اتریش که در ۱۷۳۷ میلادی رخ داد حضور داشت.

## نمونه اشعار
| ز هر سو رُسته سبز و لاله‌زارش |  | صف و در صف نوآجَسته درختان      |
| گشوده غنچه‌ها در تخت گلبن    |  | برآورده هزاران صوت و الحان     |
| رسیده با کمال اطفال سبزه    |  | پر از نوبار و نوبر در هر اغصان |
| در عشرت غنچه و نرگس، برایش  |  | شده سرو و صنوبرها نگهبان       |
| ضمیران‌ها کشیده قد موزون     |  | دمیده سنبل و شب‌بو و ریحان      |
| همین نزهت‌سرای اهل فضل است   |  | در این روضه نیاید پای نادان    |

| آنی که شود بر تعب فاقه شکیبا     |  | زودتر رسدش رزق وی از گنج نهانی    |
| آن چیز که نوشته رسدت ضایع مپندار |  | آینده ز حق قوت تو در پیر و جوانی  |
| مرغان هوا آینه روزی مرد است      |  | بنگر که دهد تا به ایشان رزق روانی |

از اشعار فوزی موستاری، عدم تسلط وی بر صرف و نحو زبان فارسی پیداست و برخی ایرادات وزن و قافیه نیز در اشعار وی مشاهده می‌شود زیرا فارسی زبان مادری وی نبوده است.